# 魏如崑嵩
魏如崑嵩（1913年5月3日—1991年3月28日），越南物理學家，河內綜合大學（河內國家大學前身）首位校長。他擔任該校校長一職直至1982年退休。曾任越南第二、三、四屆國會代表，越南祖國陣線中央委員會委員和越南全國總工會主席團委員等職務。

## 生平
1913年5月3日，魏如崑嵩出生於崑嵩的一個城市公務員家庭中，父親魏如碧是崑嵩郵電局局長，以崑嵩的地名爲他的兒子命名。魏如崑嵩祖籍承天府香茶縣明良社（今屬承天順化省香茶市社）。
幼時魏如崑嵩與當地巴拿族的朋友一起玩耍，所以他先掌握了法语和巴拿语，後來才學會了越南語。
在他11歲時，全家搬到了順化。在順化，魏成爲了顺化国学场的一名優秀學生。
第二次世界大戰爆發後，约里奥-居里的實驗室遭到法國國防部徵用，居里告訴魏如崑嵩，如果他想要繼續留下來，必須符合兩個條件，一是申請加入法國國籍，二是被法國國防部任用，但是她認爲魏的祖國（越南）比法國更加需要他。魏聽從了居里的建議，並於1939年底回國。
回到國內後，魏先後在西貢的夏瑟盧-魯巴中學和河內的保護中學任教。
1982年魏退休。

## 榮譽
- 一等獨立勳章[3]
- 一等抗美救國抗戰勳章[3]
- 二等勞動勳章[3]
- 民族大團結勳章（2013年追授）[1][3]
- 人民教師稱號[3]

## 紀念
河內市青春郡有一條街以魏如崑嵩的名字命名。